# ФК Трепча (албански клуб)
ФК Трепча је албански фудбалски клуб из Косовске Митровице, који је узурпирао право да представља ФК Трепчу. Клуб је основан 1999. и тренутно се такмичи у Суперлиги Косова, такмичењу које признаје УЕФА.
До 1999. постојала је само једна ФК Трепча у Косовској Митровици, али након ратних дешавања албанска и српска страна су се поделиле и формирале одвојене клубове са истим именом. Клуб игра на стадиону Трепча, који се на албанском назива олимпијски стадион Адем Јашари (алб. Stadiumi Olimpik Adem Jashari), по оснивачу и бившем вођи албанске терористичке организације ОВК.

## Историја
Тренутно се такмичи у Суперлиги Косова, такмичење које је признала УЕФА. Клуб је дебитовао у међународним такмичењима у сезони 2017/18. у квалификацијама за Лигу шампиона где је заустављен у првом колу квалификација од шампиона Фарских острва

## ФК Трепча у европским такмичењима
| Сезона  | Такмичење     | Коло        | Клуб          | Дом. | Гост | Укупно |
| ------- | ------------- | ----------- | ------------- | ---- | ---- | ------ |
| 2017/18 | Лига шампиона | 1. коло кв. | Викингур Гета | 1:4  | 1:2  | 2 : 6  |

## Тренутни састав
| Бр. |                     | Позиција | Играч           |
| --- | ------------------- | -------- | --------------- |
|     | Албанија            | Г        | Бесарт Алију    |
|     | Албанија            | Г        | Мехмет Ибрахими |
|     | Босна и Херцеговина | Г        | Суад Петринац   |
|     | Албанија            | О        | Дијамант Плана  |
|     | Албанија            | О        | Енвер Кочи      |
|     | Албанија            | О        | Фетах Ибрахими  |
|     | Албанија            | О        | Илир Лапаштица  |
|     | Северна Македонија  | О        | Илире Стоев     |
|     | Албанија            | О        | Лавдим Бали     |
|     | Албанија            | О        | Лиридон Ахмети  |
|     | Албанија            | О        | Арбен Жјеки     |
|     | Албанија            | О        | Албан Алиу      |
|     | Албанија            | С        | Бардил Качију   |

| Бр. |          | Позиција | Играч           |
| --- | -------- | -------- | --------------- |
|     | Албанија | С        | Емин Балићи     |
|     | Албанија | С        | Флорент Азири   |
|     | Албанија | С        | Самир Сахити    |
|     | Албанија | С        | Сеид Онбаши     |
|     | Албанија | С        | Шеремет Исуфи   |
|     | Албанија | С        | Шпетим Фетаху   |
|     | Албанија | С        | Висар Сермакхај |
|     | Албанија | С        | Арбер Прекази   |
|     | Албанија | Н        | Флорент Сејдију |
|     | Албанија | Н        | Исак Алиу       |
|     | Албанија | Н        | Уликс Емра      |
|     | Албанија | Н        | Висар Шкуполи   |
|     | Албанија | Н        | Елвис Османи    |

## Успеси
- Суперлига Косова
  - Првак (1): 2009/10.